# Regional District of Kitimat-Stikine
Der Regional District of Kitimat-Stikine ist ein Bezirk in der kanadischen Provinz British Columbia. Er ist 104.464,61 km² groß und zählt 37.367 Einwohner (2016). Beim Zensus 2011 wurden für den Bezirk 37.361 Einwohner ermittelt. Hauptort ist Terrace.
Der Bezirk wurde am 14. September 1967 gegründet. Ein Teil des Bezirks um Banks Island und Pitt Island wurde am 19. August 1993 an den heutigen North Coast Regional District abgetreten.

## Administrative Gliederung

### Städte und Gemeinden
| Ort          | Status                | Bevölkerung |
| Hazelton     | Village               | 313         |
| Kitimat      | District municipality | 8.131       |
| New Hazelton | District municipality | 580         |
| Stewart      | District municipality | 401         |
| Terrace      | City                  | 11.643      |

### Gemeindefreie Gebiete
- Kitimat-Stikine A
- Kitimat-Stikine B
- Kitimat-Stikine C
- Kitimat-Stikine D